# Граф Ессекс
Граф Ессекс (англ. Earl of Essex) — один з найстаріших графських титулів у системі перства Англії. Найвідомішим носієм титулу був Роберт Девере, 2-й граф Ессекс, фаворит, а потім організатор заколоту проти королеви Єлизавети I. У даний час титул графа Ессекса дев'ятої креації належить Полу Капелю, 11-му графу Ессексу (нар. 1944), який носить також титули віконта Мальдона (заснований у 1661 році) і барона Капеля (заснований в 1641 році)

## Історія титулу
Вперше титул графа Ессекса був заснований у 1140 році в рамках політики англійського короля Стефана щодо залучення на свою сторону англонормандської аристократії. Він був подарований Жоффруа де Мандевілю, спадковому каштеляну лондонського Тауера і власнику великих земель в Ессексі, у підтримці якого був зацікавлений король Стефан. Надалі, однак, Жоффруа де Мандевіль перейшов на бік суперниці Стефана в боротьбі за англійську корону імператриці Матильди, що спричинило конфіскацію титулу в 1143 році. Але при Генріху II, в 1156 році, титул графа Ессекса був відновлений для сина Жоффруа де Мандевіля. Після припинення роду Мандевілів в 1189 році цей титул був наданий далекому родичу останнього графа першої креації і соратнику короля Річарда Левове Серце — Джеффрі Фіц-Петеру, нащадки якого носили титул до 1227 року.
Третя креація титулу відбулася в 1239 році для Хемфрі де Богуна, 2-го графа Херефорда, одного з найбільш впливових англійських баронів середини XIII століття і, пізніше, учасника руху Симона де Монфора. Основні володіння Богунів перебували на валлійськіому кордоні та в історію Англії вони увійшли, насамперед, як графи Херефорд і спадкові лорди-констеблі Англії, які керували військовими кампаніями проти Уельсу і Шотландії. У 1373 році чоловіча лінія роду Богунів обірвалася, а через три роки титул графа Ессекса був визнаний за Томасом Вудстоком, молодшим сином короля Едуарда III, одруженим з дочкою останнього графа з дому де Богун. Томас Вудсток був убитий у 1397 році, ймовірно за наказом Річарда II за участь у русі лордів-апелянтів. Титул був відновлений у 1461 році для Генрі Бурш'є, онука Томаса Вудстока.
У шостий раз титул був заснований у 1540 році для Томаса Кромвеля, одного з найближчих соратників Генріха VIII, найбільшого державного діяча Англії середини XVI століття і архітектора англійської Реформації. Ця креація, однак, проіснувала менше року, оскільки Томас Кромвель незабаром був страчений після краху організованого ним шлюбу Генріха VIII і Ганни Клевської. Титул був знову відновлений у 1543 році для Вільяма Парра, маркіза Нортгемптона, одруженого зі спадкоємицею володінь роду Бурш'є, але вже в 1553 році титул був конфіскований.

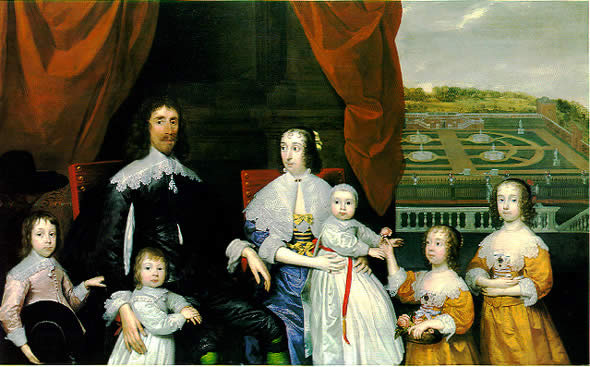
Артур Капель і його сім'я

Найбільший внесок в англійську історію внесли носії титулу графа Ессекса восьмої креації: Волтер Девере, 1-й граф Ессекс керував вторгненням військ Єлизавети I в Ірландію, а його син, Роберт Девере, — став фаворитом «королеви-діви», а пізніше очолив заколот «золотої молоді» Англії проти Єлизавети і був страчений у 1601 році. Син останнього, Роберт, 3-й граф Ессекс, під час Англійської революції XVII століття приєднався до партії парламенту і керував діями парламентської армії проти військ роялістів.
Після Реставрації Стюартів, у 1661 році титул графа Ессекса був привласнений Артуру Капелю, вихідцю з родини роялістів, які підтримували короля Карла I під час революції, чиї нащадки продовжують носити цей титул до теперішнього часу. Після смерті в 1981 році 9-го графа дев'ятої креації, титул деякий час оспорювався англійською та американською лініями сім'ї Капелів, поки в 1989 році не був визнаний за представником англійської гілки Робертом Капелем (пом. 2005 року), чий син носить цей титул в даний час. Оскільки останній не має дітей, після його смерті титул графа Ессекса, ймовірно, перейде до представника американської гілки, небагатому колишньому працівнику бакалійної лавки з північної Каліфорнії Вільяму Дженнінгсу Капелю (нар. 1953 року).

## Список графів Ессекс

### Граф Ессекс, перша креація (1140)

Герб будинку Мандевіль

- Жоффруа де Мандевіль, 1-й граф Ессекс (пом. 1144);
- Жоффруа де Мандевіль, 2-й граф Ессекс (пом. 1166), син попереднього;
- Вільям де Мандевіль, 3-й граф Ессекс (пом. 1189), брат попереднього.

### Граф Ессекс, друга креація (1199)
- Джеффрі Фіц-Петер, 1-й граф Ессекс (пом. 1213), одружений з онукою сестри Жоффруа де Мандевіля, 1-го графа Ессекса;
- Джеффрі Фіц-Джеффрі де Мандевіль, 2-й граф Ессекс (пом. 1216), син попереднього;
- Вільям Фіц-Джеффрі де Мандевіль, 3-й граф Ессекс (пом. 1227), брат попереднього.

### Граф Ессекс, третя креація (1239)

Герб будинку Богун

- Хамфрі де Богун, 1-й граф Ессекс, 2-й граф Херефорд (пом. 1275), син дочки Джеффрі Фіц-Петера, 1-го графа Ессекса;
- Хамфрі де Богун, 2-й граф Ессекс, 3-й граф Херефорд (пом. 1297), онук попереднього;
- Хамфрі де Богун, 3-й граф Ессекс, 4-й граф Херефорд (пом. 1322), син попереднього;
- Джон де Богун, 4-й граф Ессекс, 5-й граф Херефорд (пом. 1336), син попереднього;
- Хамфрі де Богун, 5-й граф Ессекс, 6-й граф Херефорд (1309—1361), брат попереднього;
- Хамфрі де Богун, 6-й граф Ессекс, 7-й граф Херефорд (1342—1373), онук Хамфрі де Богуна, 4-го графа Херефорда.

### Граф Ессекс, четверта креація (1376)
- Томас Вудсток (1355—1397), син Едуарда III, короля Англії, та чоловік дочки Хамфрі де Богуна, 7-го графа Херефорда.

### Граф Ессекс, п'ята креація (1461)

Герб будинку Буршье

- Генрі Буршье, 1-й граф Ессекс (пом. 1483), онук Томаса Вудстока;
- Генрі Буршье, 2-й граф Ессекс (пом. 1540), онук попереднього.

### Граф Ессекс, шоста креація (1540)
- Томас Кромвель (1485—1540).

### Граф Ессекс, сьома креація (1543)
- Вільям Парр, 1-й маркіз Нортгемптон (бл. 1512—1571; титул конфіскований у 1553 році, відновлений у 1559 року), чоловік дочки Генрі Буршье, 2-го графа Ессекса.

### Граф Ессекс, восьма креація (1572)

Герб роду Девере

Герб роду Капель

- Уолтер Девере, 1-й граф Ессекс (1541—1576), правнук дочки Генрі Буршье, 1-го графа Ессекса;
- Роберт Девере, 2-й граф Ессекс (1566—1601), син попереднього;
- Роберт Девере, 3-й граф Ессекс (1591—1646), син попереднього.

### Граф Ессекс, дев'ята креація (1661)
- Артур Капель, 1-й граф Ессекс[en] (1631 — 13 липня 1683), старший син Артура Капеля, 1-го барона Капеля з Хедема (1608—1649)
- Елджернон Капель, 2-й граф Ессекс[en] (28 грудня 1670 — 10 січня 1710), єдиний син попереднього;
- Вільям Капель, 3-й граф Ессекс[en] (11 січня 1697 — 8 січня 1743), єдиний син попереднього;
- Вільям Капель, 4-й граф Ессекс[en] (7 жовтня 1732 — 4 березня 1799), єдиний син попереднього від другого шлюбу;
- Джордж Капель, 5-й граф Ессекс[en] (13 листопада 1757 — 23 квітня 1839), старший син попереднього від першого шлюбу;
- Артур Капель, 6-й граф Ессекс[en] (27 січня 1803 — 11 вересня 1892), старший син високоповажного Джона Томаса Капеля (1769—1819), онук Вільяма Капеля, 4-го графа Ессекса;
- Джордж Девере де Вер Капель, 7-й граф Ессекс[en] (24 жовтня 1857 — 25 вересня 1916), єдиний син підполковника Артура де Віра Капеля, віконта Молдена (1826—1879), онук попереднього;
- Елджернон де Вер Капель, 8-й граф Ессекс (1884—1966), єдиний син попереднього від першого шлюбу;
- Реджинальд Джордж де Вер Капель, 9-й граф Ессекс[en] (9 жовтня 1906 — 18 травня 1981), єдиний син попереднього;
- Роберт Едвард де Вер Капель, 10-й граф Ессекс[en] (13 січня 1920 — 5 червня 2005), єдиний син Артура Елджернона де Вера Капеля (1869—1924), правнук високоповажного Джона Томаса Капеля (1769—1819), молодшого брата Артура Капеля, 6-го графа Ессекса;
- Фредерік Поль де Вер Капель, 11-й граф Ессекс[en] (нар. 29 травня 1944), єдиний син попереднього.

Спадкоємець: Вільям Дженнінгс Капель (нар. 9 серпня 1952), єдиний син Блейдена Хораса Капеля (1922—1978), нащадок високоповажного Адольфа Фредеріка Чарльза Моліна Капеля (1813—1899), молодшого брата Артура Капеля, 6-го графа Ессекса.